# Дом Республики (Уфа)

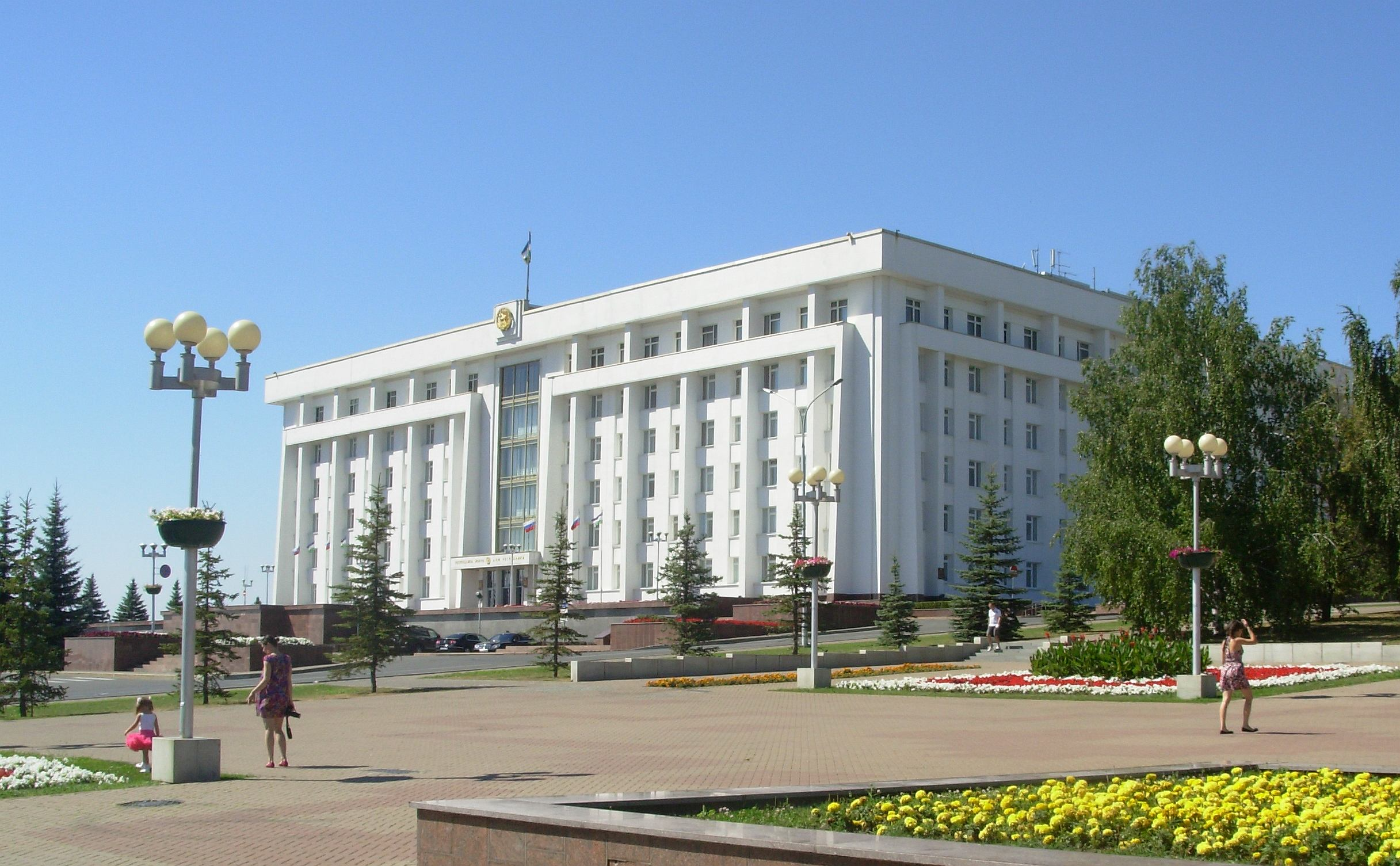
Вид с улицы Тукаева

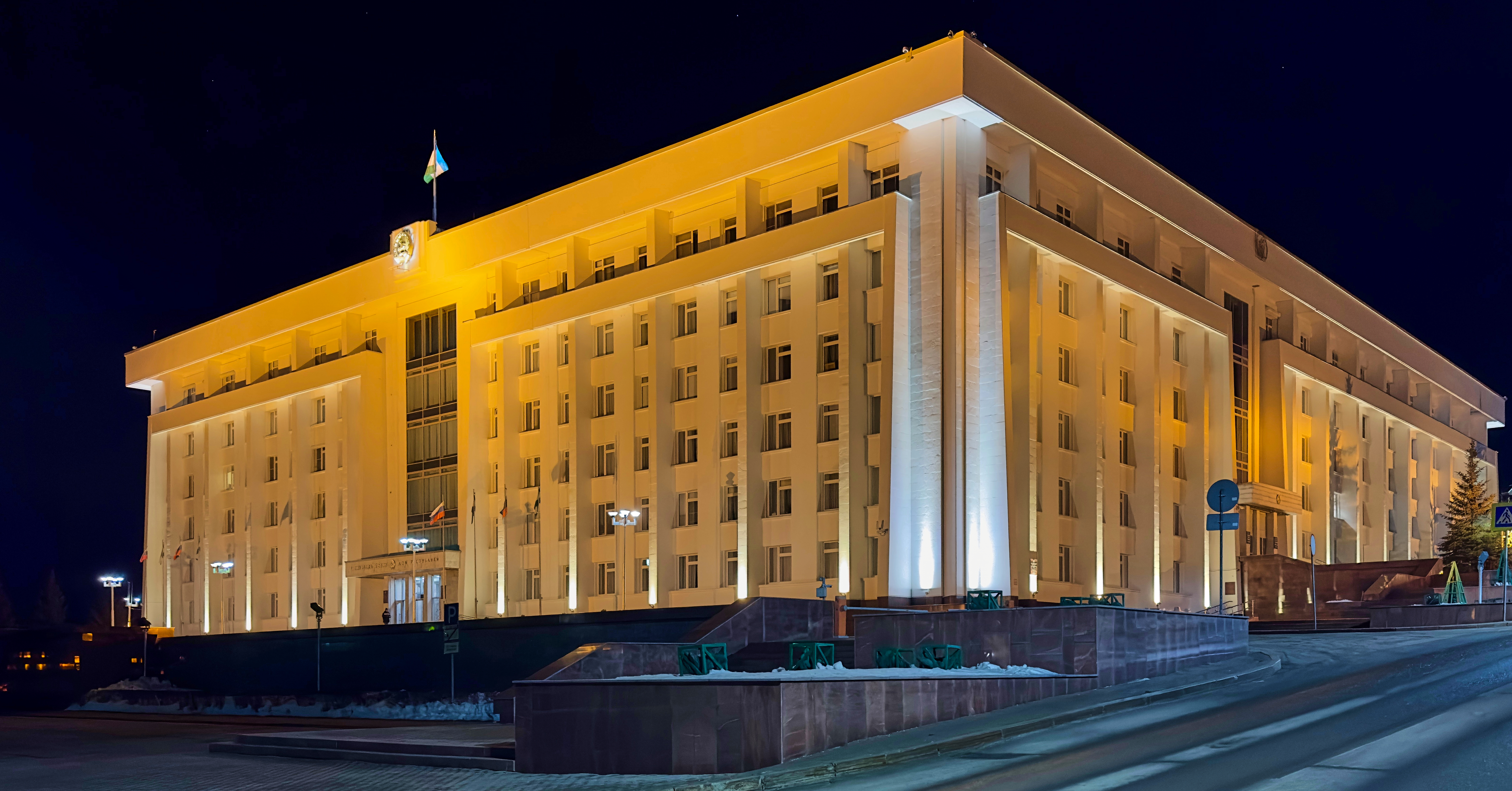
Вечерний вид

Дом Респу́блики (баш. Республика йорто) — главное правительственное здание Республики Башкортостан, расположенное в столице региона — городе Уфе, на улице Тукаева, 46.

## Описание
Здание является штаб-квартирой Правительства, Администрации Главы Башкортостана, Совета общественной безопасности, а также других органов исполнительной власти Башкортостана.
Здание расположено на холме, возвышающейся над рекой Белой. На месте здания в XIX начале XX века была Соборная площадь, в центре которой находился Воскресенский кафедральный собор — главный православный храм Уфы с 1841 года (разрушен в 30-е годы XX века).
Здание Дома Республики 6-этажное. Материал стен кирпичные. Здание представляет собой прямоугольник со сторонами 90×105 м со внутренним двором. Во дворе расположено другое здание, соединённое с внешним переходами.
Площадь у Дома Республики украшена барельефами, расположенный рядом на нескольких уровнях сад Александра Матросова — скульптурами и фонтанами. Сад ранее носил название Ушаковского, после революции он был переименован в сад Свободы, в предвоенное время назывался Центральным парком культуры и отдыха. В послереволюционное время в парке производились многочисленные захоронения, с мемориалами героям Гражданской войны, комиссару внутренних дел Шагиту Худайбердину, Александру Чевереву, поэту Мажиту Гафури.

## История
Введено в эксплуатацию в 1979 году. Архитекторами проекта являлись В. Б. Залегаллер и Ю. П. Паечкин. Здание возведено строителями треста «Башнефтезаводстрой».
В здании располагались Совет Министров Башкирской АССР, Башкирский областной комитет КПСС и другие государственные учреждения автономии.
В декабре 2016 года неизвестные лица установили несколько дорожных знаков «ПУНКТ ПРИЕМА ВЗЯТОК», направляющие на Дом республики в рамках протеста фактам коррупции в регионе.